# Onthophagus saigonensis
Onthophagus saigonensis är en skalbaggsart som beskrevs av Antoine Boucomont 1924. Onthophagus saigonensis ingår i släktet Onthophagus och familjen bladhorningar. Inga underarter finns listade i Catalogue of Life.